# Montpelier (Vermont)
Montpelier az egyesült államokbeli Vermont állam fővárosa, egyben Washington megye székhelye is. 8035 fős népességével a legkisebb főváros az Egyesült Államokban.

## Földrajz
Montpelier Vermont állam középső részén fekszik a Winooski folyó partján. Teljes területe 26,6 km², melyből 26,5 km² szárazföld és csupán 0,1 km² (a teljes terület 0,10%-a) víz. Átlagos magassága 182 méter.

## Történelem
A város mai területét 1781. augusztus 14-én vette bérbe a vermonti parlament, ahol Jacob Davis ezredes alapított települést, s azt Montpeliernek nevezte el (a szó francia eredetű). A település 1895-ben kapott városi rangot.

## Demográfia
A 2000-es népszámlálás alapján a település 8035 lakója 3739 háztartást és 1940 családot alkot. A népsűrűség 302,7 fő/km². A lakosság 96,55%-a fehér, 0,65%-a fekete, 0,82%-a ázsiai, 1,98%-a pedig egyéb származású.
| Lakosok száma | 8035 | 7855 | 8074 |
|               | 2000 | 2010 | 2020 |

## Gazdaság
Az átlagos kereset a városban egy főre vetítve 22 599 dollár. A városban található a New England Culinary Institute vállalat központja. Korábban a gránitbányászat és a fakitermelés (főleg a 19. században) jelentette a fő megélhetési forrást. Montpelierben működött az Egyesült Államok utolsó csipeszgyártó üzeme, melyet 2006-ban zártak be. Az üzletek többsége a városközpontban található.

## Oktatás
A város legjelentősebb oktatási intézménye a Montpelier Középiskola, melynek 2006-ban 420 tanulója, valamint 17 sportcsapata volt 12 sportágban.

## Híres szülöttek
- Frederick W. Adams, orvos és író;
- Richard A. Cody, az amerikai hadsereg tábornoka;
- George Dewey, az amerikai haditengerészet admirálisa;
- William Charles Fitzgerald, az amerikai hadsereg katonája;
- Patrick Leahy, Vermont szenátora;
- Frank Miller, képregényíró;
- Anais Mitchell, énekes és dalszerző;
- Arthur E. Scott, az amerikai szenátus első fotótörténésze;
- John Thurston, Nebraska állam szenátora;
- Samuel C. Upham, újságíró.

## Közlekedés
Vermont vezetői szándékosan az állam központjában akarták a fővárost, ezért esett a választás Montpelierre. A város jól megközelíthető mind közúton, mind vasúton. Montpelier mellett halad el a 89-es államközi autópálya, valamint több jelentősebb főút.
Az Amtrak vasúttársaság Montpelierből járatokat üzemeltet St. Albanbe, valamint Washingtonba is. A város tömegközlekedését csak autóbuszokkal látják el, melyeket a Vermont Transit üzemeltet.

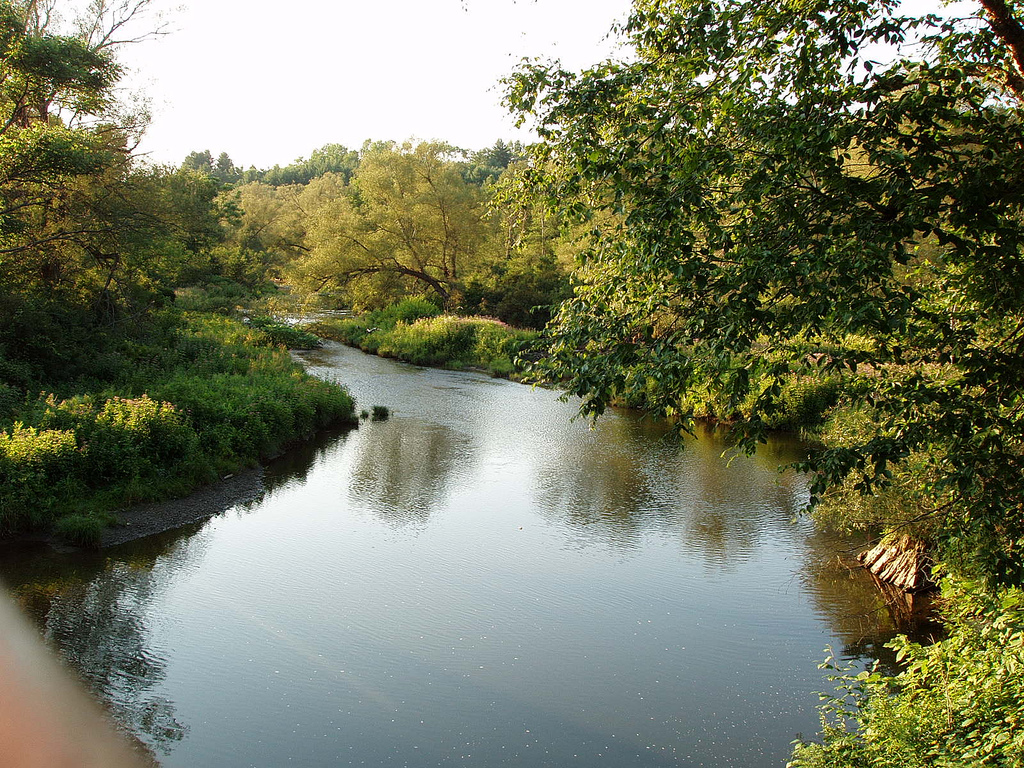
A Winooski folyó